# Resolução 95 do Conselho de Segurança das Nações Unidas
Resolução 95 do Conselho de Segurança das Nações Unidas, foi aprovada em 1 de setembro de 1951, após lembrar os dois lados no conflito árabe-israelense de promessas recentes e declarações dizendo que iriam trabalhar para a paz, o Conselho puniu o Egito por impedir navios com destino a portos israelenses de viajar através do Canal de Suez e apelou ao Governo egípcio para que cessem imediatamente todas as interferências com o transporte, que é essencial para a segurança. Foi uma resolução rara e crítica para os países árabes no conflito árabe-israelense, aprovada antes do período em que a União Soviética sempre usou seu poder de veto contra tais resoluções.
Foi aprovada com 8 votos, e 3 abstenções da Índia, República da China e a União Soviética.